# The Last Card
The Last Card è un film muto del 1921 diretto da Bayard Veiller per la Metro Pictures Corporation. 
Il soggetto fu tratto da Dated, un racconto, pubblicato sul Saturday Evening Post, scritto da Maxwell Smith, suo solo contributo a una sceneggiatura cinematografica. Smith produsse e fu consulente scientifico di alcuni film di fantascienza, producendo anche materiale scientifico (strumenti ed equipaggiamenti) attraverso la Vectrex Corp.

## Trama
Tom Gannell, un avvocato penalista, dopo aver scoperto che la moglie lo tradisce con uno studente, uccide il giovane sceso in cantina mentre sua moglie suona al piano The End of a Perfect Day. Del delitto è incolpato Kirkwood che, difeso da Gannell, è trovato colpevole. La signora Kirkwood, che sospetta dell'avvocato, convince la polizia a intercettare una sua telefonata con Gannell. Mentre è in linea, fa suonare alla cameriera The End of a Perfect Day al pianoforte. Gannell, sentendo la musica, ha un crollo finendo così per confessare il suo delitto.

## Produzione
Il film fu prodotto dalla Metro Pictures Corporation.

## Distribuzione
Distribuito nel circuito Loew's, il film uscì nelle sale statunitensi il 23 maggio 1921. Il copyright del film, richiesto dalla Metro Pictures, fu registrato il 22 giugno 1921 con il numero LP17931.

### Conservazione
Copia completa della pellicola si trova conservata negli archivi del George Eastman House di Rochester.